# Michaił Nazwanow
Michaił Michajłowicz Nazwanow (ros. Михаил Михайлович Назва́нов; ur. 1914 w Moskwie, zm. 1964 tamże) – radziecki aktor filmowy i głosowy. Laureat trzech Nagród Stalinowskich (1948, 1949, 1950). Zasłużony Artysta RFSRR (1949).

## Wybrana filmografia
- 1944: Iwan Groźny jako książę Kurbski
- 1945: Iwan Groźny: Spisek bojarów jako książę Andriej Kurbski
- 1953: Okręty szturmują bastiony jako Aleksander I Romanow
- 1964: Hamlet jako król Klaudiusz

### Filmy animowane
- 1961: Cebulek[1]